# The 50 Year Argument
Pour plus de détails, voir Fiche technique et Distribution.
The 50 Year Argument est un film américain réalisé par Martin Scorsese et David Tedeschi, sorti en 2014.

## Synopsis
À l'occasion de son 50e anniversaire, un retour sur l'histoire de la revue culturelle et littéraire The New York Review of Books.

## Fiche technique
- Titre : The 50 Year Argument
- Réalisation : Martin Scorsese et David Tedeschi
- Photographie : Ellen Kuras et Lisa Rinzler
- Montage : Paul Marchand et Michael J. Palmer
- Production : Margaret Bodde, Martin Scorsese et David Tedeschi
- Société de production : Magna Entertainment, BBC Arena, HBO Documentary Films, Sikelia Productions, Verdi Productions et WOWOW
- Société de distribution : HBO Documentary Films (États-Unis)
- Pays :  États-Unis,  Royaume-Uni et  Japon
- Genre : Documentaire
- Durée : 97 minutes
- Dates de sortie : 
  - Royaume-Uni : 9 juin 2014 (Sheffield DocFest)

## Accueil
Henry Barnes pour The Guardian a décrit le film comme une « lettre d'amour de Scorsese aux vieux média ».